# Bell Centennial
Bell Centennial is een schreefloos lettertype ontworpen in de periode 1975-1978 door Matthew Carter. De opdrachtgever American Telephone & Telegraph Company (AT&T) wilde een nieuw lettertype voor zijn huisstijl, ter ere van zijn honderdjarig bestaan, en dat hun huidige telefoonboeklettertype Bell Gothic zou opvolgen. Carter werkte eraan bij Mergenthaler Linotype Company, die het nu nog gelicenseerd uitgeeft voor publiek gebruik.

## Ontwerp
De wens van AT&T was over een lettertype te beschikken waarmee er meer tekens op een regel zouden passen zonder dat dit ten koste van de leesbaarheid zou gaan (zodat aanzienlijk minder afkortingen en tweeregelige vermeldingen nodig waren), verbeterde leesbaarheid bij kleinere korpsen voor het gebruik in telefoonboeken en besparing op papier. Bell Centennial werd ontworpen om aan de beperkingen voor het drukken van telefoonboeken te voldoen: lage kwaliteit door de hoge snelheid van afdrukken op dun, grof papier en een dubbelzijdige inktverdeling die de leesbaarheid benadeelde door de doorzichtigheid.
Carter ontwierp een lettertype met grotere x-hoogte van de kleine letters, comprimeerde de letterbreedte een beetje en gaf ze wat grotere ophalen en rondingen om de leesbaarheid te bevorderen. Om op de lage drukkwaliteit door de inktverdeling in te spelen of liever nog te omzeilen, maakte Carter in de letters dikke plekken (zogenaamde "inktvallen") om zo de inktvloeiing te helpen in plaats van inktvlekken te veroorzaken. Bij een telefoonboek gedrukt in een klein korps zijn deze inktvallen niet meer zichtbaar, zodat hun doel bereikt is; gelijkmatig opvullen van de letterlijnen. Maar bij grotere korpsen en op gecoat papier is de inktverdeling onvoldoende om de inktvallen te vullen en zijn ze dus wel zichtbaar.
Bell Centennial is een voorbeeld van een zuiver doelgericht ontworpen lettertype, zoals ook voor AT&T de voormalige telefoonboekletter Bell Gothic door Chauncey H. Griffith, voor vliegveld Charles de Gaulle ontworpen Frutiger door Adrian Frutiger, voor de Deutsche Bundespost ontworpen FF Meta Sans door Erik Spiekermann.
Bell Centennial is een van de lettertypen om technische problemen in te perken, zoals ook CRT Gothic (1974), Video (1977), Georgia (1996) en Verdana (1996).

## Varianten
De benamingen voor de verschillende zwaarten van Bell Centennial verwijzen naar het doel waarvoor zij in AT&T's telefoonboeken gebruikt worden. De onderverdeling is als volgt:
- Bell Centennial Address is de lichtste letterset (light), voor de adresvermelding
- Bell Centennial Caption is wat zwaarder, voor benadrukking in de vermelding
- Bell Centennial Name and Number is halfzwaar (demi-bold) voor de hoofdvermeldingsregel (naam en nummer)
- Bell Centennial Bold Listing is een vette letter (bold) in kapitalen en kleinkapitalen (geen onderkast aanwezig), voor overzichten

Deze naamgeving werd ook gehanteerd na het uitgeven van dit lettertype voor algemeen gebruik door Linotype.